# Via Toledo, Neapelj
Via Toledo je starodavna ulica in ena najpomembnejših nakupovalnih prometnic v mestu Neapelj v Italiji. Ulica je dolga skoraj 1,2 kilometra in tvori os sever–jug današnjega mestnega jedra. Začne se na Piazza Dante in konča na Piazza Trieste e Trento, blizu Piazza del Plebiscito. Via Toledo je nekoč povezovala staro (Partenope) z novim mestom (Neapolis).

## Zgodovina
Ulico je ustvaril španski podkralj Pedro Álvarez de Toledo, 2. markiz Villafranca leta 1536, ki je zaupal Ferdinandu Manliu, italijanskemu arhitektu.
Skozi stoletja se je ugled ulice okrepil, saj je postala postaja na Grand Touru.
15. maja 1848 je bila ulica prizorišče represije nad neapeljskimi liberalci, ki so zagovarjali nedavno sprejeto ustavo.
Med 1930 in 1950 leti 20. stoletja je bila ulica spremenjena z gradnjo višjih stavb, zlasti v bližini območja Piazza Carità.
Od 18. oktobra 1870 do 1980 se je ulica imenovala Via Roma v počastitev združitve Italije.
Leta 2012 se je odprla postaja podzemne železnice Toledo, ulica pa je bila zaprta za promet od Via Armando Diaz do Piazza Trieste e Trento.
Ulico je omenil Stendhal, ki je zapisal:
»8. marca 1817. - Je pars [de Neapelj]. Je n'oublierai pas plus la rue de Tolède que la vue que l'on a de tous les quartiers de Naples: c'est, sans comparaison, à mes yeux, la plus belle ville de l'univers.«
»8. marec 1817 – Zapuščam [Neapelj]. Ne bom več pozabil Via Toledo kot [bom] pogled, ki ga imate na vse soseske Neaplja: po mojem mnenju je brez primerjave: najlepše mesto v vesolju.« (slovensko)

## Spomeniki
Ulica je ena najpomembnejših turističnih destinacij mesta, z velikim številom verskih in monumentalnih stavb, ki povezujejo dva pomembna mestna trga.
Na poti od trga Piazza Trieste e Trento proti trgu Piazza Dante so glavna mesta zgodovinskega in arhitekturnega pomena na ulici:
- Galerija Umberta I.;
- Palazzo Barbaja;
- Palazzo Berio;
- Palazzo del Banco di Napoli;
- Palazzo Zevallos;
- Palazzo della Banca Nazionale del Lavoro;
- Cerkev Santa Maria delle Grazie iz Toleda;
- Palazzo Buono;
- Palazzo INA;
- Cerkev San Nicola alla Carità;
- Palazzo del Conservatorio dello Spirito Santo;
- Palazzo Doria d'Angri;
- Bazilika Spirito Santo;
- Palazzo de Rosa.